# L'Amour, madame (album)
Pour l’article homonyme, voir L'Amour, madame.
Albums de Claude Barzotti
Souvent je pense à vous, madame
(1982) Le Rital
(1983)
L'Amour, madame, est une compilation de Claude Barzotti, sortie en 1983,. Elle inclut les premiers 45 tours du chanteur sortis chez Vogue entre 1973 et 1977.

## Liste des titres
| No  | Titre                          | Durée |
| --- | ------------------------------ | ----- |
| 1.  | Madame                         | 3:03  |
| 2.  | Les anges n'ont pas de paradis | 3:03  |
| 3.  | Je ne veux pas mourir d'amour  | 3:10  |
| 4.  | Papillon du soir               | 2:44  |
| 5.  | Je voudrais                    | 2:50  |
| 6.  | Ce grand amour                 | 2:50  |
| 7.  | Mary Mary                      | 2:27  |
| 8.  | Elle                           | 2:32  |
| 9.  | Je n'ai pas oublié             | 3:24  |
| 10. | Elle était belle               | 3:26  |
| 11. | Tout va bien, tout va mal      | 3:39  |
| 12. | Je pense à toi                 | 3:13  |
| 13. | C'est en rêvant                | 3:12  |

## Crédits
- Paroles et musique : Claude Barzotti et H. Frekin, sauf :
  - Les anges n'ont pas de paradis, paroles et musique Claude Barzotti, H. Frekin et R. Navez
  - Elle était belle, paroles et musique Claude Barzotti et Bulle
  - Tout va bien, tout va mal, paroles et musique Claude Barzotti et JP Denis